# お引越し (映画)
『お引越し』（おひっこし）は、1993年（平成5年）の日本映画。原作は、ひこ・田中の同名小説。田畑智子のデビュー作品であり、桜田淳子の最後の出演作品である。
第46回カンヌ国際映画祭のある視点部門に出品され、公開から30周年の2023年には、4K デジタルリマスター版が第80回ヴェネツィア国際映画祭のクラシック部門で上映。最優秀復元映画賞を受賞した。

## あらすじ
小学六年生の漆場レンコは、ある日両親が離婚を前提としての別居に入り父ケンイチが家を出たため、母ナズナとともに二人暮らしとなった。
最初のうちこそ離婚が実感としてピンとこなかったレンコだったが、新生活を始めようと契約書を作るナズナや、ケンイチとの間に挟まれ心がざわついてくる。
揺れ動く11歳の少女の気持ちの葛藤と成長を、周囲の人々との交流を通して描くドラマ。

## キャスト
- 漆場 ケンイチ：中井貴一
- 漆場 レンコ：田畑智子
- 漆場 ナズナ：桜田淳子
- 高野 和歌子：須藤真里子
- 布引 ユキオ：田中太郎
- 大木 ミノル：茂山逸平
- 砂原 老人：森秀人
- 砂原 節子：千原しのぶ
- 木目米先生：笑福亭鶴瓶
- 橘 理佐：青木秋美（現：遠野なぎこ）
- 円広志、紅萬子、笑福亭達瓶、笑福亭銀瓶、笑福亭瓶吾、笑福亭瓶二 ほか

## 受賞歴
- 1993年カンヌ国際映画祭「ある視点」部門招待上映
- 第67回キネマ旬報ベスト・テン
  - 日本映画 第2位
  - 助演女優賞 (桜田淳子)
  - 新人女優賞 (田畑智子)
- 第48回毎日映画コンクール
  - 日本映画優秀賞
  - 女優助演賞 (桜田淳子)
  - スポニチグランプリ新人賞 (田畑智子)
- 第3回東京スポーツ映画大賞 作品賞
- 第18回報知映画賞
  - 新人賞 (田畑智子)
  - 助演女優賞 (桜田淳子)
- 第17回日本アカデミー賞 優秀編集賞(奥原好幸)
- 2023年第80回ヴェネツィア国際映画祭クラシック部門 最優秀復元映画賞（4K デジタルリマスター版）[2][1]

## スタッフ
- 監督：相米慎二
- 脚本：奥寺佐渡子、小此木聡
- 音楽：三枝成彰
  - 指揮：橋本久喜
  - チェロ：山本祐ノ介
- 撮影監督：栗田豊通
- カメラオペレーター：佐光朗
- 編集：奥原好幸
- 音響効果：斉藤昌利
- 助監督：橋本匡弘、原正弘、成島出、阿部雄一(現：アベユーイチ)、曽根邦子
- 協力撮影：篠田昇、伊藤昭裕、北信康、柴主高秀、森下彰三、福本淳、藤井昌之、青木一成
- 車輌：スーパードライバーズ
- ポスプロ：にっかつスタジオセンター
- タイトル：マリンポスト
- 現像：IMAGICA
- プロダクション協力：映像京都
- 製作者：伊地智啓、安田匡裕
- プロデュース：椋樹弘尚、藤門浩之
- 企画：岡野晋一、吉野俊太郎、堀井博次、大木達哉
- 協賛：江崎グリコ、大阪ガス、カネテツデリカフーズ、西日本旅客鉄道、日本ハム
- 製作プロダクション：電通関西支社、キティ・フィルム、エンジンフイルム
- 製作：讀賣テレビ放送
- 共同配給：ヘラルド・エース、日本ヘラルド映画、アルゴプロジェクト

## 作品の評価

### 批評家評
野沢尚は「桜田淳子はイイ女優だ。肩肘張って生きてきて、ちょっとぐらいの甘い言葉にはもう心は動かされない女をよく表現している。宗教問題で仕事からスポイルされるのだとしたら、本当に惜しい」などと評している。